# جرئت یا حقیقت؟
جرئت یا حقیقت؟ (به انگلیسی: Truth or dare?‎) (همچنین با املای جرات یا حقیقت و ساده‌تر جرئت حقیقت) یک بازی عمدتاً کلامی است که به دو یا چند بازیکن نیاز دارد. به بازیکنان این امکان داده می‌شود که بین پاسخ دادن صادقانه به یک سؤال «حقیقت» یا انجام یک «جرئت» یکی را انتخاب کنند. این بازی به ویژه در بین نوجوانان و کودکان محبوب است و گاهی اوقات به عنوان یک بازی در هنگام قمار استفاده می‌شود.

## بازی
در بازی جرأت یا حقیقت دو ظرف وجود دارد که در آن‌ها تعدادی تکه کاغذ قرار داده شده است. در ظرف حقیقت تعدادی سؤال نوشته شده که فرد پس از خواندن آن باید به آن پاسخ دهد و در صورتی که نخواهد به آن سؤال پاسخ بدهد باید آن کاغذ را تا کرده و به ظرف حقیقت بازگرداند، سپس به سراغ ظرف جرأت می‌رود و کاغذی را انتخاب کرده و باید کاری که در آن کاغذ نوشته شده انجام بدهد.